# Ливерпульский порт

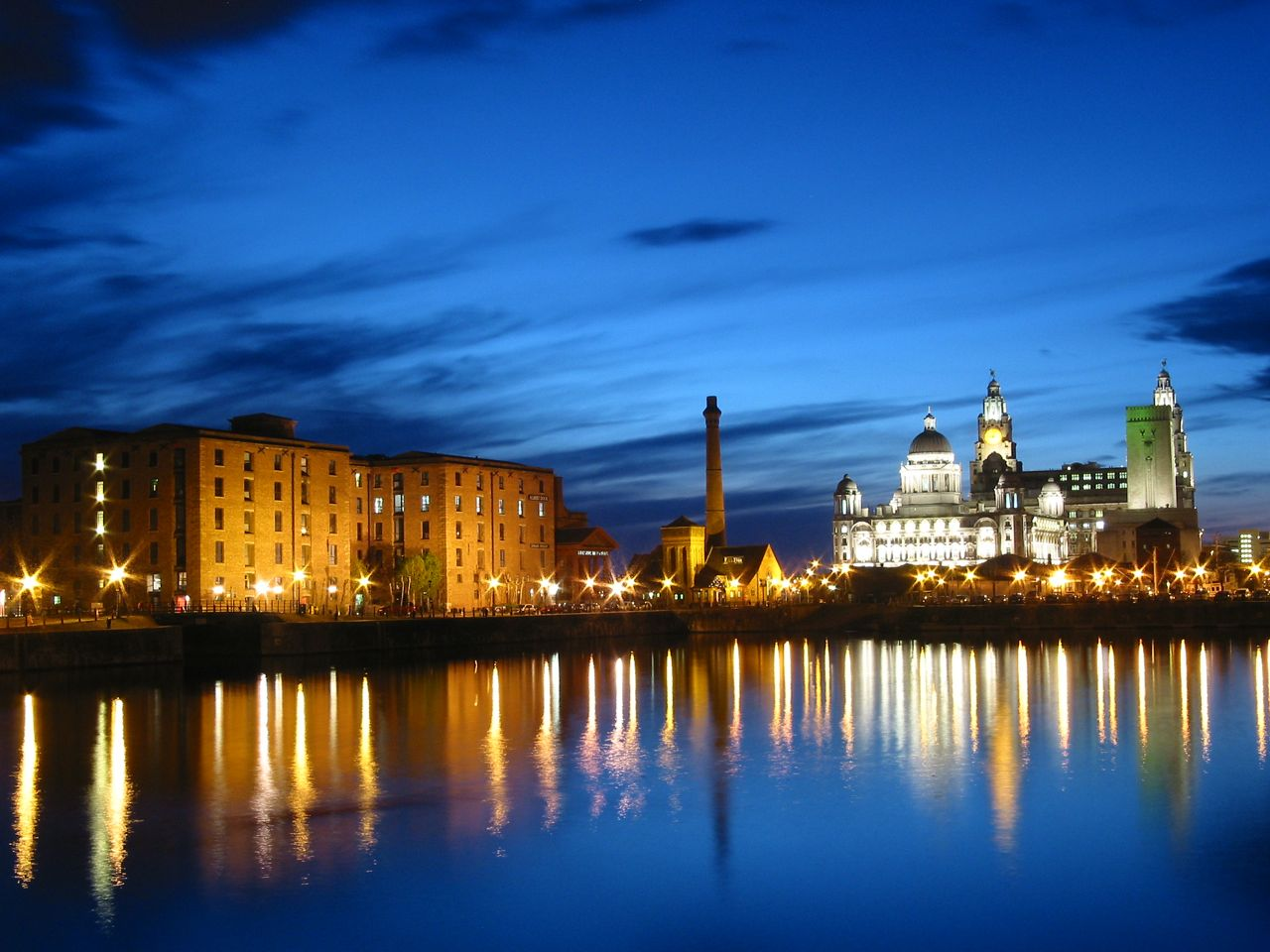
Здания викторианской и эдвардианской эпох до начала модернизации портовой зоны

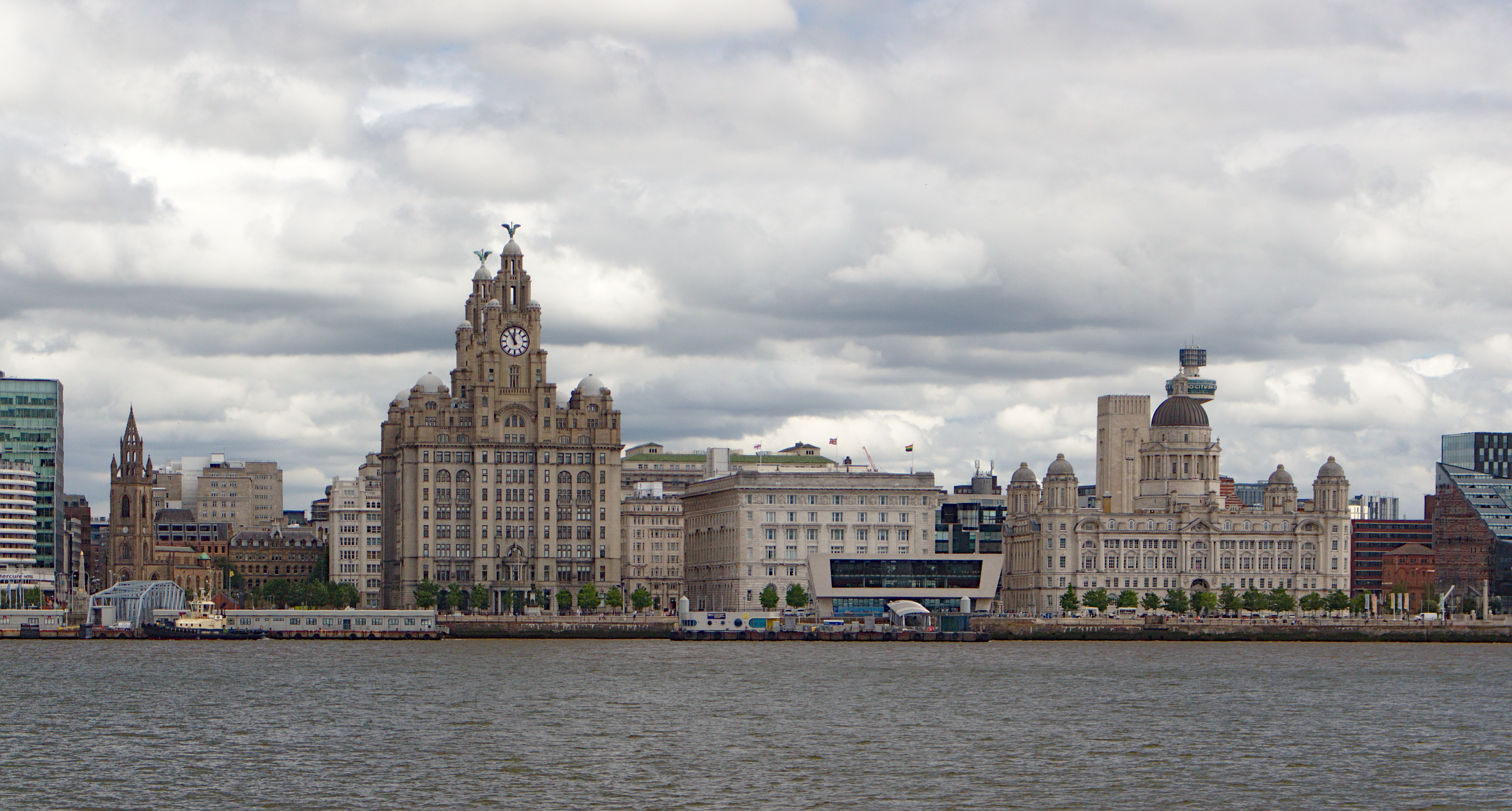
Морской фасад (слева направо — Royal Liver Building, Cunard Building, Здание управления гавани) в окружении построек XXI века

Ливерпульский порт — морской фасад английского города Ливерпуль, с 2004 по 2021 годы входивший в список Всемирного наследия под названием «Ливерпуль — морской и торговый город» (англ. Liverpool Maritime Mercantile City). 
Ливерпульский порт был включён в список Всемирного наследия в 2004 году как вещественное свидетельство эволюции Британской империи и массового перетока населения (рабов, мигрантов) из Европы на другие континенты. Отмечалось, что в викторианском Ливерпуле (через который проходило до 40% внешней торговли Европы) впервые были опробованы многие современные портовые технологии, получившие со временем распространение по всему миру. 
Под защитой ЮНЕСКО находились шесть участков в центре города: районы Пир-Хед (Ройал-Лайвер-билдинг, 1908—1911; штаб-квартира компании Cunard Line, 1914—1916; здание управления гавани, 1907), Альберт-Док и Стэнли-Док, районы улиц Уильям-Браун-Стрит, Дюк-Стрит и Кэстл-Стрит. Каждый из участков отражает тот или иной период портовой истории Ливерпуля, однако преобладают викторианские промышленные здания и доки на чугунном каркасе. В общей сложности площадь охраняемой территории составляла 136 га.
В 2012 году морской фасад Ливерпуля оказался в списке объектов Всемирного наследия, находящихся под угрозой уничтожения, из-за планов строительства в непосредственном соседстве с историческими портовыми зданиями остросовременного по архитектуре комплекса Liverpool Waters (небоскрёбы, пристань для круизных лайнеров, стадион футбольного клуба «Эвертон»). 
В 2009 году новое здание пристани, перекрывшее вид на старинную архитектуру, было отмечено антинаградой Carbuncle Cup (присуждается самому уродливому зданию, построенному в Великобритании за год). Пресса писала о вандализме морского фасада города, однако городские власти (поддерживаемые большинством жителей) настаивали на необходимости ревитализации портовой инфраструктуры эпохи промышленной революции, которая пришла в упадок.
В июле 2021 года ЮНЕСКО лишило Ливерпульский порт статуса памятника Всемирного наследия, поскольку из-за продолжения масштабной застройки из стекла и бетона морской фасад «необратимо лишился уникальных черт», составлявших его ценность в качестве образца развития торгового порта XVIII—XIX веков.